# Mary LaRose
Mary LaRose Lederer (Brooklyn, circa 1965) is een Amerikaanse kunstschilderes en jazzzangeres.
LaRose nam als kunstenares deel aan tentoonstellingen in Brooklyn Museum en in Brooklyn College. Beïnvloed door de vocalese van Eddie Jefferson en Jon Hendricks ging ze zich richten op jazzzang. In 1989 maakte ze opnames met het kwartet van Mark Marino. In 1995 kwam ze met haar debuutalbum Cutting the Chord, dat goede kritieken kreeg van Down Beat, JazzIz en JazzTimes. Bij GM Recordings verscheen in 1999 Walking Woman, gevolgd door andere platen, waaronder Reincarnation (2013). Met haar echtgenoot, saxofonist Jeff Lederer, treedt ze op in de groep Shakers n' Bakers, die liederen van de Shaker interpreteert. De groep maakte twee albums. LaRose is ook te horen op de plaat Soneando Trombon van Jimmy Bosch.